# ガッサン・ハージ
ガッサン・ハージ（Ghassan Hage、1957年 - ）は、レバノン系オーストラリア人の人類学者、社会学者。批判的人類学および精神分析人類学を専門としている。ラカンやブルデューの議論を援用しながら、オーストラリアをフィールドとしてナショナリズムや人種主義を射程に、移民や多文化主義政策について様々な考察を行っている。

## 略歴
1957年レバノンのベイルートでマロン派の家庭に生まれた。1975年にレバノン内戦が勃発すると、オーストラリアにいる母方の親戚のもとに移住し、1982年にマッコーリー大学で優等の文学士号を取得し、1983年にフランスのニース大学で3年次ディプロム、さらに1989年にはマッコリー大学で人類学の博士号を修めた。
1994年までウェスタンシドニー大学で社会科学の講師を務め、その後2008年までシドニー大学に在籍した。2008年以降はメルボルン大学に在籍している。加えて、パリ社会科学高等研究院内のピエール・ブルデューの研究所でポストドクター研究員として、また客員教授としても活動し、これはハージの知的形成において重要な役割を果たした。
2023年から2024年にかけて、ハレのマックス・プランク進化人類学研究所で客員教授を務めていたが、2024年2月7日、パレスチナ問題に関する発言を理由に解雇された。
聴覚障害の当事者であり、1980年代から1990年代にかけて聴力が大きく低下し、2004年と2012年に人工内耳を装着したと明らかにしている。

## 業績
特にオーストラリアおよび中東地域についての人種主義、ナショナリズム、多文化主義の比較人類学研究を行ってきた。オーストラリア、アメリカ合衆国、ヨーロッパ、カナダ、ベネズエラにおけるレバノン系移民についての実地調査研究に併せて、ブルデューの社会学理論についての研究も行っている。
オーストラリアにおける多文化主義の議論に関して多くの本を刊行し、多大な貢献をなしてきた。1998年に刊行された『ホワイト・ネイション――ネオ・ナショナリズム批判』において、ホワイトネス・スタディーズならびにラカンおよびブルデューの理論を引き、オーストラリアで行われた民族誌研究についての解釈を行った。続いて2003年に刊行された『希望の分配メカニズム――パラノイア・ナショナリズム批判』では、ジョン・ハワード政権下で特に顕著だった、オーストラリアの多文化主義政策の転換についての分析を行った。また、2015年に刊行された『オルター・ポリティクス――批判的人類学とラディカルな想像力』では、批判人類学の政治的側面についての議論を扱っている。

## 著書

### 単著
- White Nation: Fantasies of White Supremacy in a Multicultural Society, (Pluto Press, 1998).
  - 保苅実・塩原良和訳『ホワイト・ネイション――ネオ・ナショナリズム批判』（平凡社, 2003年）
- Against Paranoid Nationalism: Searching for Hope in a Shrinking Society, (Pluto Press, 2003).
  - 塩原良和訳『希望の分配メカニズム――パラノイア・ナショナリズム批判』（御茶の水書房, 2008年）
- Alter-Politics: Critical Anthropology and the Radical Imagination, (Melbourne Univ Press, 2015). 
  - 塩原良和・川端浩平監訳『オルター・ポリティクス――批判的人類学とラディカルな想像力』（明石書店, 2022年）
- The Racial Politics of Australian Multiculturalism: White Nation, Against Paranoid Nationalism & Later Writings, (Sweatshop, 2023)

### 編著
- Arab-Australians Today: Citizenship and Belonging, (Melbourne University Press, 2002).